# Necromunda: Hired Gun
Necromunda: Hired Gun é um jogo eletrônico de tiro em primeira pessoa de 2021 desenvolvido pela Streum On Studio e publicado pela Focus Home Interactive. É baseado no jogo de tabuleiro de 1995 da Games Workshop, Necromunda. O jogo se passa no universo Warhammer 40.000 e é situado no planeta mecanizado de Necromunda, onde o jogador trabalha para várias facções no submundo do crime do planeta. Necromunda foi lançado no dia 1º de junho de 2021 para PlayStation 4, PlayStation 5, Xbox One, Xbox Series X e Series S e Microsoft Windows.

## Jogabilidade
Necromunda: Hired Gun é um jogo de tiro em primeira pessoa, onde o jogador joga como um mercenário que busca desvendar uma conspiração envolvendo uma poderosa gangue no submundo de Necromunda. O jogo é linear, com fases que podem ser jogadas normalmente, posteriormente o jogador pode assumir contratos que o obrigam a completar tarefas específicas em partes dos níveis. O jogador pode escolher entre armas corpo a corpo ou de longo alcance, com melhorias disponíveis para cada uma. O jogador pode executar um inimigo usando um finalizador corpo a corpo se estiver dentro de um determinado alcance. O jogo se concentra em manter o ritmo, com o jogador capaz de usar um gancho, correr ao redor dos inimigos e correr na parede. Hired Gun tem seções de plataforma espalhadas pelo jogo que requerem o uso dessas habilidades. O jogo apresenta uma mecânica furtiva em que o jogador pode passar furtivamente pelos inimigos para evitar a detecção. O jogador conta com um cão de combate, que pode ser usado para avistar e atacar inimigos, podendo ser atualizado para melhorar suas habilidades e ganhar novas. O final de cada nível culmina em uma luta de chefe.
O jogo tem uma área central, Martyr's End, onde os jogadores obtêm acesso aos níveis e podem escolher contratos. O hub serve como a área onde grande parte da história do jogo e das missões secundárias se localizam. O jogador também pode comprar armas, habilidades e melhorias nas lojas da região do hub.

## Enredo
O jogo começa com o titular Hired Gun(em português: Mercenário) fazendo parceria com dois outros caçadores de recompensas para encontrar uma recompensa apelidada de Silver Talon buscando refúgio com a gangue Escher. Os parceiros do Mercenário são mortos e eles próprios são emboscados pela Silver Talon antes de serem resgatados por Kal Jericho, que faz uma implantação cibernética craniana no Mercenário. Karl Jericho então coloca o jogador na trilha da Silver Talon antes de incumbi-lo de proteger um membro da Guilda pelo qual o submundo de Necromunda colocou uma recompensa. Falhando na proteção do membro da Guilda, o Mercenário rastreia o Silver Talon antes de ser enfrentado por uma última vez.

## Desenvolvimento
Após o lançamento de seu título anterior, Space Hulk: Deathwing, o Streum On Studio queria retornar à jogabilidade focada na velocidade pela qual seu título anterior EYE: Divine Cybermancy ficou conhecido. Um produtor comentou sobre o cenário "Necromunda tem muita diversidade de ambientes, o que nos permitiu criar várias atmosferas e experiências para os jogadores." A equipe usou esses ambientes para construir níveis com uma mistura de plataformas e tiroteios. Os desenvolvedores também mencionaram que queriam fazer o jogador usar suas habilidades para explorar, então um bom saque foi colocado em locais de difícil acesso para fazer com que o jogador precisasse de boas habilidades de plataforma para alcançar.
Martyr's End foi projetado com posicionamentos de inimigos específicos em mente para "encorajar os jogadores a usar seus movimentos especiais" e permitir rapidamente que os jogadores eliminem os inimigos. O hub foi projetado para permitir momentos da história e dar ao jogador uma pausa da jogabilidade focada na ação. O jogo inclui personalização de armas, que os desenvolvedores adicionaram para permitir que o jogador tenha mais flexibilidade na forma como aborda o combate. Hired Gun foi projetado para apresentar jogadores novos à franquia. Os contratos paralelos foram adicionados para permitir mais valor de replay ao jogo.
O jogo foi anunciado em março de 2021 para um lançamento em junho de 2021. Em 1 de junho de 2021, Necromunda: Hired Gun foi lançado para PlayStation 4, PlayStation 5, Xbox One, Xbox Series X e Series S e Microsoft Windows.

## Recepção
Necromunda: Hired Gun recebeu "críticas mistas ou medianas" para as versões para Windows, PlayStation 5 e Xbox Series X/S, mas recebeu "críticas geralmente desfavoráveis" para a versão para PlayStation 4, de acordo com o Metacritic.
Sherif Saed do VG247, elogiou o combate do jogo, escrevendo que "Meu desejo de ver que local estranho o jogo iria me enviar a seguir me manteve viciado no fio da história principal, mas é o combate do jogo que tornou essa jornada emocionante". Ele não gostou de como o jogo vinculava várias ações ao mesmo botão: "Pular em uma parede, correr na parede e pular, tudo inexplicavelmente usa um único botão. Essa configuração meticulosa tornou mais difícil do que precisava ser no calor do combate e me impediu de misturar regularmente corridas na parede ".
Sean Martin, escrevendo para o PCGamesN, sentiu que a história era uma mistura, "Em geral, o enredo e o diálogo de Hired Gun estão por toda parte. No final do jogo, eu nem conseguia me lembrar por que estava caçando Silver Talon em primeiro lugar". Martin também sentiu que o sistema de personalização era em grande parte inútil: "Falta um menu de personagem e equipamento, por exemplo, e as opções de personalização são baseadas principalmente em estatísticas. Não parece que você pode mudar muito o interesse no seu setup".
O revisor da IGN para o jogo, Travis Northup, ficou desapontado com o estado de bugs do jogo: "Você verá a si mesmo e aos outros atravessando pelo ambiente, deslizando pelo nível durante as animações corpo a corpo antes de voltar ao lugar e até mesmo experimentar um crash ou dois... Tudo isso realmente tira a diversão do que deveria ser uma grande diversão". Northup sentiu que a IA para os inimigos foi mal projetada, pois eles corriam direto para o jogador e não pareciam tomar nenhuma decisão de combate interessante. Ele também expressou desapontamento com a escrita da história, "NPCs são igualmente superficiais com precisamente zero personagens memoráveis ou razões para prestar muita atenção ao que está acontecendo com a história".